# یواس‌اس ادیتنا (اس‌پی-۶۲۴)
یواس‌اس ادیتنا (اس‌پی-۶۲۴) (به انگلیسی: USS Edithena (SP-624)) یک کشتی بود که طول آن ۷۵ فوت (۲۳ متر) بود. این کشتی در سال ۱۹۱۴ ساخته شد.